# Lachapelle-sous-Chaux
Lachapelle-sous-Chaux település Franciaországban, Territoire de Belfort megyében. Lakosainak száma 748 fő (2022. január 1.). Lachapelle-sous-Chaux Auxelles-Bas, Évette-Salbert, Errevet, Plancher-Bas, Chaux és Sermamagny községekkel határos.

## Népesség
A település népességének változása:
| Lakosok száma | 709  | 718  | 755  | 741  | 747  | 746  | 754  | 751  | 748  |
|               | 2013 | 2015 | 2016 | 2017 | 2018 | 2019 | 2020 | 2021 | 2022 |